# Parafia św. Mikołaja w Kozłowie Szlacheckim
Parafia świętego Mikołaja w Kozłowie Szlacheckim – parafia rzymskokatolicka, znajdująca się w diecezji łowickiej, w dekanacie Sochaczew – Matki Bożej Nieustającej Pomocy. 